# ビュシー・マンセル (第4代マンセル男爵)
第4代マンセル男爵ビュシー・マンセル（英語: Bussy Mansel, 4th Baron Mansel、1701年? – 1750年11月29日）は、グレートブリテン王国の貴族、政治家。1727年から1744年まで庶民院議員を務めた。

## 生涯
初代マンセル男爵トマス・マンセルとマーサ・ミリントン（Martha Millington、1669年ごろ – 1718年6月10日、フランシス・ミリントンの娘）の三男として、1701年ごろに生まれた。1706年1月7日に遠戚のトマス・マンセル（1678年 – 1706年）が死去すると、その遺言状に基づきブリトン・フェリーの地所を継承した。1717年7月13日、オックスフォード大学クライスト・チャーチに入学した。
1727年1月、カーディフ選挙区選出グレートブリテン庶民院議員エドワード・ストラドリングの死去に伴う補欠選挙で出馬、無投票で当選した。同年の総選挙でホイッグ党所属のトマス・マシューズが立候補したが、マンセルはマシューズを下して再選した。この議会では1727年から1734年まで常に野党側で投票した。1734年イギリス総選挙ではカーディフの有力者である初代ウィンザー子爵トマス・ウィンザーの息子ハーバート・ウィンザー閣下が成人したため、議席をハーバートに譲り、自身は代わりにカウンティ選挙区のグラモーガンシャー選挙区から出馬したが、577票対658票でホイッグ党候補のウィリアム・タルボット閣下に敗れた。1737年にタルボットが父からタルボット男爵位を継承して貴族院に移籍すると、マンセルは補欠選挙に立候補して無投票で当選した。1738年9月27日に第6代準男爵サー・トマス・ストラドリングが死去すると、その遺産を継承した。1734年以降も野党側で投票したが、1741年2月13日の首相ロバート・ウォルポール不信任決議案では反対票を投じた。
1744年11月26日に兄クリストファーが死去すると、マンセル男爵位を継承した。
1750年11月29日にメイフェアのアッパー・グローヴナー・ストリートで死去、12月1日にピカデリーの聖ジェームズ教会に埋葬された。欲深い性格で、死去時点で「莫大な富を有した」（immensely rich）が、2人の妻との間で男子をもうけず、爵位は廃絶した。ブリトン・フェリーの地所などの遺産は娘ルイーザ・バーバラ、ついで孫娘ルイーザ・バーベリナ（Louisa Barberina）が継承、ルイーザ・バーベリナが1786年に生涯未婚のまま死去するとジャージー伯爵家が継承した。

## 家族
1724年5月17日、エリザベス・ハーヴィー（Elizabeth Hervey、1698年ごろ – 1727年12月23日、初代ブリストル伯爵ジョン・ハーヴィーの娘）と結婚したが、2人の間に子供はいなかった。
1729年3月13日、バーバラ・ヴィリアーズ（Barbara Villiers、1761年6月11日没、第2代ジャージー伯爵ウィリアム・ヴィリアーズの娘）と再婚、1女をもうけた。
- ルイーザ・バーバラ（Louisa Barbara、1733年2月2日 – 1786年2月16日） - 1757年7月16日、第2代ヴァーノン男爵ジョージ・ヴェナブルズ＝ヴァーノンと結婚、子供あり[9][10]